# Flora Londinensis (second edition)
Flora Londinensis (second edition) (abreviado Fl. Londin. (ed. 2)) es una revista ilustrada con descripciones botánicas que fue editada en Inglaterra por el botánico  y entomólogo inglés, William Curtis y publicado en seis volúmenes en  los años 1817-1828, con el nombre de Flora Londinensis: or Plates and Descriptions of Such Plants as Grow Wild in the Environs of London, Edition 2. Fue precedida por Flora Londinensis.